# Johann Hermann von L’Estocq

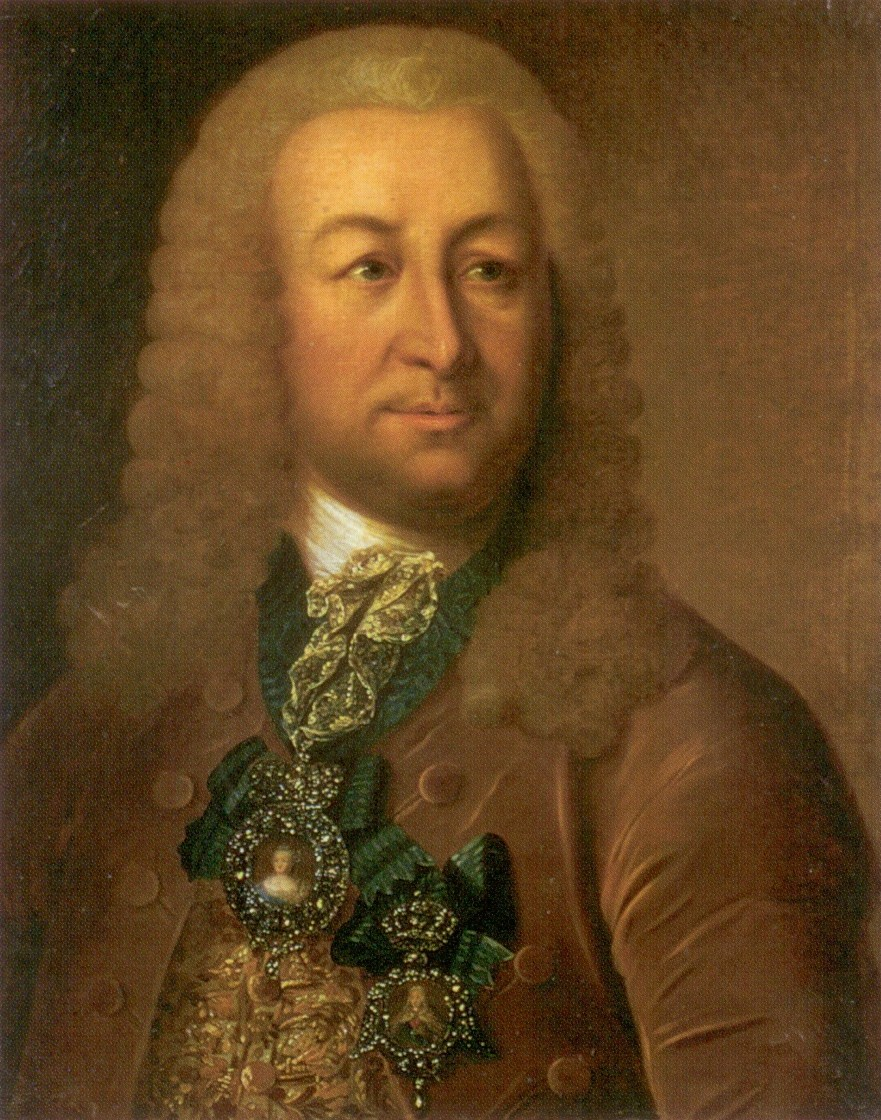
Johann Hermann von L’Estocq

Johann Hermann von L’Estocq (französisch Jean Armand de L’Estocq; * 29. April 1692 in Celle; † 12. Junijul. / 23. Juni 1767greg. in Sankt Petersburg) entstammte dem von Frankreich nach Deutschland ausgewanderten Adelsgeschlecht L’Estocq. Er bildete sich zum Chirurgen aus, erlangte aber größere Bekanntheit als ehrgeiziger politischer Günstling der russischen Kaiserin Elisabeth, deren Außenpolitik er in ihren ersten Regierungsjahren wesentlich beeinflusste. Später verlor er seine Machtstellung und musste lange in der Verbannung leben.

## Leben

### Frühes Leben
Johann Hermann von L’Estocq war ein Sohn des französischen Emigranten Jean von L’Estocq (* 1647; † 1732), der seit 1706 die Stelle eines Hofchirurgen des Herzogs Georg Wilhelm von Braunschweig-Lüneburg in Celle versah, und dessen Gattin, der Apothekertochter Judith, geb. Colin (* 1655; † 1732). Er erhielt von seinem Vater Unterweisungen in Chirurgie, wollte aber nicht Nachfolger in dessen Arztpraxis in Celle werden, sondern trat zunächst als Regimentschirurg ins französische Heer ein. Als 21-Jähriger ging er sodann 1713 nach Sankt Petersburg, wo ihn Peter der Große kennenlernte und zum Wundarzt nahm.
Als Peter der Große zusammen mit seiner Gattin Katharina I. 1716/17 auf einer ausgedehnten Reise Westeuropa besuchte, gehörte L’Estocq zu Katharinas Gefolge. Peter hielt viel auf den attraktiven und amüsanten Arzt und soll ihm das Gelöbnis abgenommen haben, stets treu zu seiner Tochter Elisabeth zu stehen. Doch als sich L’Estocq eines relativ unbedeutenden Fehltritts schuldig machte, verwies ihn der Kaiser 1719 nach Kasan. Katharina I. rief ihn nach ihrer Thronbesteigung (1725) zurück; er wurde Leibchirurg ihrer Tochter Elisabeth und gewann auf diese bedeutenden Einfluss. Auch nachdem Katharina I. 1727 verstorben war, behielt die Großfürstin Elisabeth den ihr sehr ergebenen L’Estocq als Leibchirurgen.

### Unterstützung von Elisabeths Machtergreifung
Schon 1730 suchte L’Estocq vergebens, Elisabeth nach dem Ableben Peters II. die Krone zu verschaffen. Durch seine einnehmenden persönlichen Eigenschaften wurde er immer mehr ihr Vertrauter und fungierte als geeigneter Vermittler für ihre Beziehungen mit Frankreich. Dabei pflegte er Kontakte zum französischen Gesandten Marquis de La Chétardie, der ihm große Summen zahlte und durch ihn Elisabeth auf die Seite Frankreichs zog. Ferner war L’Estocq auch Elisabeths Kontaktperson zum schwedischen Gesandten, der ebenso wie La Chétardie eine Schwächung der deutschen Partei um die von 1730–40 regierende Kaiserin Anna anstrebte und stattdessen die Elisabeths Thronbesteigung befürwortende national-russische Partei gestärkt wissen wollte.
Bei dem Staatsstreich, durch den die Großfürstin Elisabeth in der Nacht auf den 25. Novemberjul. / 6. Dezember 1741greg. mit Hilfe des Preobraschensker Leib-Garderegiments den minderjährigen Kaiser Iwan VI. und seine als Regentin fungierende Mutter Anna Leopoldowna stürzte und daraufhin selbst die Zügel der Macht ergriff, spielte L’Estocq – neben La Chétardie und anderen – eine bedeutende Rolle. Er blieb daher einer der engsten Vertrauten Elisabeths, wurde Wirklicher Geheimrat, erster Leibarzt sowie Direktor der medizinischen Kanzlei und bezog nun ein Gehalt von 7000 Rubel, während er sich früher mit einem viel geringeren Einkommen hatte begnügen müssen. Ferner war er u. a. Träger des Schwarzen Adlerordens.

### Politische Einflussnahme bis zur Entmachtung
L’Estocq widmete sich weniger seinen Aufgaben als höchster Medizinalbeamter als der Teilnahme an den Machtkämpfen bei Hof und der Beeinflussung der russischen Außenpolitik. Er hatte zahlreiche politische Opponenten und fand insbesondere in dem Vizereichskanzler, nachmaligen Reichskanzler Graf Alexei Petrowitsch Bestuschew-Rjumin einen heftigen Gegner, obwohl er diesen der Kaiserin ursprünglich selbst empfohlen hatte. Entschieden trat er gegen Österreich und Großbritannien auf, während er ebenso entschlossen für die Interessen Frankreichs und Preußens am russischen Hof wirkte; angeblich zahlte ihm Frankreich dafür hohe Pensionen. Manchmal gereichte dabei seine diesbezügliche Einflussnahme Russland sogar zum Nachteil, etwa als er beim von Schweden erbetenen Frieden gegen Bestuschew-Rjumin intrigierte und Elisabeth dazu brachte, trotz erfolgreicher russischer Kriegsführung in Finnland Schweden im Frieden von Åbo (August 1743) territoriale Zugeständnisse zu machen.
Bei Kaiserin Elisabeth galt L’Estocq so viel, dass der König von Polen ihn in den Grafenstand erhob. Weil L’Estocq ferner für die Verheiratung der 14-jährigen Prinzessin Sophie Friederike Auguste von Anhalt-Zerbst, nachmaligen Kaiserin Katharina II. mit dem russischen Thronfolger Peter Fjodorowitsch eintrat, bewog der preußische König Friedrich II. den römisch-deutschen Kaiser Karl VII., L’Estocq 1744 zum Reichsgrafen zu ernennen. In der Folge wurde L’Estocq ein Vertrauter der jungen Prinzessin. Es gelang ihm jedoch nicht, seinen Rivalen Bestuschew-Rjumin zu stürzen. Letzterer erreichte vielmehr, dass der französische Gesandte La Chétardie, der L’Estocq eine große Stütze war, im Juni 1744 aus Russland ausgewiesen und L’Estocq selbst vom Hof verbannt wurde.

### Familie
Nachdem L’Estocq bereits 1727 Beate Barbara, geb. Rutenhielm sowie 1733 Alida, geb. Müller geheiratet hatte, vermählte er sich am 22. November 1747 mit Maria Aurora, geb. Freiin von Mengden (* 1720; † 1808), einer Hofdame der Kaiserin Elisabeth. Aus keiner dieser drei Ehen L’Estocqs gingen Kinder hervor. Er hatte einen Bruder, Abraham Ludwig Moritz von L’Estocq, resp. dessen Sohn Karl Ludwig als Neffen.

### Exilierung, späte Rehabilitierung und Tod
Bestuschew-Rjumin sann auf die vollständige Kaltstellung seines politischen Gegenspielers und suchte daher der misstrauischen Kaiserin einzureden, dass L’Estocq seit Jahren engstens am Thronfolger Peter Fjodorowitsch hänge und diesen an die Macht bringen wolle. Er und General Stepan Fjodorowitsch Apraxin verdächtigten ihn so lange des Hochverrats, bis Elisabeth  L’Estocq am 17. November 1748  verhaften und in die Petersburger Festung bringen ließ, wo er hingerichtet werden sollte. Unter der Folter bekannte L’Estocq sich der ihm angelasteten Vergehen schuldig. Er musste zwar nicht die Todesstrafe erleiden, verlor aber alle Ämter und Güter, wurde 1750 erst nach Uglitsch und von da nach dreijährigem Aufenthalt nach Weliki Ustjug verbannt, wo er noch neun Jahre unter Aufsicht verlebte. Seine dritte Gemahlin Maria Aurora teilte das Schicksal ihres Gemahls.
Als Peter III. 1762 den Thron bestieg, rief er den bereits 70-jährigen L’Estocq aus seinem Exil zurück, ohne ihm sein inzwischen verloren gegangenes großen Vermögen zurückerstatten zu können. Seinen Rang und den Grafentitel erhielt L’Estocq  wieder, wurde aber von Peter III. mit keinem Staatsamt betraut. Katharina II. verlieh ihm eine jährliche Pension von 7000 Rubel und Ländereien in Livland, hielt ihn aber sorgsam von allen Geschäften fern. Er starb am 12. Junijul. / 23. Juni 1767greg. in Sankt Petersburg.